# HD 216172
HD 216172，又名BD+67 1468，SAO 20259、HR 8687，是一颗恒星，视星等为6.19，位于銀經112.09，銀緯8.31，其B1900.0坐标为赤經22h 45m 36s，赤緯+68° 8.31′ 22″。